# 三菱Grand Lancer

## 發表
三菱Grand Lancer為三菱Lancer車系第八代車款，但只限於臺灣銷售，體積亦屬於中型車級別，於2017年4月6日新北市新店圓頂劇場舉行發表記者會，並由台灣旅日棒球選手陽岱鋼擔任產品代言人。

## 外型設計
Grand Lancer 融合東西方設計美學，由Mitsubishi設計本部長國本恒博及義大利賓尼法利納共同打造，導入由Mitsubishi全新家族識別「Dynamic Shield(動力盾)」，承襲歷代 Pajero 及 Evolution 的車頭流線設計，兩道鍍鉻飾條從頭燈延伸至進氣壩。國本恒博期望藉由這樣的設計，表現出 Grand Lancer 具備高度安全感 (Protection) 以及強勁動態性能 (Performance) 的兩大意念。搭配左右兩側的 LED 日行燈與車側的鋼刃C型線條，同時保有大器沉穩的氣勢與躍動前行的動態跑格，而全新的上揚車尾造型與 LED 立體化導光條尾燈，則再次呼應 Grand Lancer 穩重與動能兼具的全新面容。

## 開發背景
- Mitsubishi 近年來在全球市場發展戰略調整的影響下，日本 Mitsubishi 停止了新一代 Lancer 車系的開發計畫。
- 對於台灣市場來說 Lancer 車系目前仍具有實質的戰略意義，為了延續四門房車產品的持續發展，此次改款即由日本 Mitsubishi 原廠主導下與中華汽車共同開發，以「Grand Lancer」之名推出市場嶄新力作。
- SR 是 Grand Lancer 的車型開發代號，根據中華汽車說法，是取自日文「勝利」(Shori) 的諧音，背負的當然就是 Mitsubishi 以及中華汽車，對於勝利的莫大期望。
- 整車車體開發80%則是透過中華汽車亞洲技術研發中心(CARTEC)主導，並由日方進行驗證工作。
- Pininfarina 在 Grand Lancer 的設計案中初期草擬輪廓，也包含後續縮尺比例模型、全尺寸油土模型等製作。
- 東南汽車在開發初期也曾表達導入意願，也因為這層原因 Grand Lancer 在中華汽車完成前期、中段的硬體架構開發完成之後，東南汽車係採直接將成果進行導入評估的動作，也因此在部分的車輛測試項目選擇在對岸進行，像是特別進駐中國大陸黑龍江大興安嶺山區，在零下負30度的嚴苛極地進行數百公里以上的駕駛測試。
- Grand Lancer 的開發中進行多達近 40車次的實體碰撞試驗，據了解除了中華汽車本身實驗測試及國內 ARTC 所進行的法規測試共 38 車次的測試之外，還有 1 部被原廠運回日本本土以當地的法規測試進行檢測通過。
- 為符合世界各地安全法規，每一部測試車的成本將近200萬新台幣，40部測試車加上周邊的項目換算下來，光安全氣囊的測試就必須投資新台幣1億元之譜。

## 大改款重點
- 除了外觀上亮眼的改變外，Grand Lancer升級搭載全新的4J引擎與JATCO CVT8智慧型無段變速系統，不同車速下皆可維持最佳轉速，輕踩油門，動力隨傳隨到。市場銷售主力的16吋鋁圈車型，每公升油耗表現高達15.7km/L，一級油耗表現傲視同級車款，達到卓越動能與節能環保的優異平衡。
- 不同於舊款 Lancer 採用1.8L與2.0L兩款動力，Grand Lancer 搭載與日規 Lancer Sportback 相同之4J10 MIVEC鋁合金引擎，具備可變汽門揚程設計，輸出140hp/17.9kgm動力輸出表現。雖然光就數據來看相較過往143hp/18.2kgm看似略遜一籌，但最大扭力輸出時機則略為提前至4200rpm，整體動力表現基本上維持著相同水準
- 操控性能上，Grand Lancer搭載升級調校的四輪獨立MDSS運動化懸吊系統，展現更加精準舒適的操控性能。此外，為提升行車舒適度，Grand Lancer的NVH卓越隔音減震工程，大幅減低車輛行駛時的噪音，讓駕駛與乘客「靜」享加倍舒適的行車感受。
- 全車系標配十二項安全防禦配備，包含ASC車身動態穩定控制系統與TCL循跡防滑控制系統等安全配備，提供優異的安全防護與行車輔助，成為駕駛與乘客安全的堅實後盾。
- 座艙搭載SMART極智數位儀錶板，可依個人喜好切換三種風格主題。

## 車型變遷
2019年8月1日:
- 正2020年式發表
- 全車系標配六具安全氣囊
- 環艙內裝質感再提升，以科技霧銀搭配鋼琴烤漆飾板，增添車室年輕氣息
- 修改後的外觀包括雙色水箱護罩、車身同色下保桿及、側黑飛鏢造型飾板及透明燻黑尾燈。
- 16吋輪圈改為雙色切削設計。

2021年10月：
- 新世代科技配備藉此補齊，高階車型導入ADAS安全輔助系統，包括FCW前方碰撞警示、LDW車道偏移警示、PCW行人預警、SDA車距警示、FCDA前車啟動提醒、VB虛擬保險桿等功能。此外，提供9吋國際牌全中文介面多媒體觸控主機作為選配，支援Apple Carplay 及 Android Auto。
- 18吋鋁合金輪圈改為亮黑烤漆式樣。

2022年4月：
- 中華汽車於法說會之2022年度產品規劃中，獨 Grand Lancer 缺席2023年式，引發猜測此車或是下一款退出市場的國產轎車。

2024年4月1日：
- 於Facebook社群網路平台流傳一張攝於中華汽車的桃園楊梅工廠中，Grand Lancer掛著國產Lancer生產396,957輛的布條字樣的照片，照片左下角的拍攝日期是2024年3月29日，因此多數汽車媒體均意想為此車為Lancer最後一台在台生產車輛[2]，同時，也有少數駐板於各社群平台的三菱汽車銷售業務以此消息作為廣告進行接單販售。根據台灣區車輛工業同業公會汽車相關統計資料，Grand Lancer車系於2024年1～3月共計生產435輛，4月～8月並無增加生產數量，間接證實車系停產消息[3]。

2024年4月8日：
- 在2024年台灣清明連續假期之後，中華三菱官網中Grand Lancer的賞車選項僅剩驚嘆型、魅力型，於此同時車型目錄中的旗艦型已備註旗艦型暫停接單。

2024年9月6日：
- 台灣中華三菱於社群平台FaceBook官方粉絲團貼出廣告[4]，宣告Lancer車系在台生產超過40萬輛。

2025年1月2日：
- 中華三菱官網中預約賞車選項已經移除Grand Lancer。

2025年1月17日：
- 中華三菱官網中Grand Lancer車型目錄僅剩下驚嘆型，與旗艦型相同，魅力型也已經暫停接單。

2025年2月10日：
- 中華三菱官網中已經完全移除Grand Lancer車型介紹，暗示著剩餘的驚嘆型也已經完售，正式畫下句點。

## 銷量統計
從2017年至2025年，Grand Lancer在臺共計銷售10,914輛，並於2025年2月售出最後2輛完全售磬。
| 年度 | 銷量  |
| ---- | ----- |
| 2017 | 2,322 |
| 2018 | 2,148 |
| 2019 | 1,805 |
| 2020 | 1,646 |
| 2021 | 1,064 |
| 2022 | 782   |
| 2023 | 601   |
| 2024 | 521   |
| 2025 | 25    |

## 外部連結
- 臺灣官方網站 （页面存档备份，存于）